# Las Flores (Honduras)
Pour les articles homonymes, voir Las Flores.
Las Flores est une municipalité du Honduras, située dans le département de Lempira. La municipalité est fondée en 1869. Elle comprend 10 villages et 40 hameaux.

## Source de la traduction
- (en) Cet article est partiellement ou en totalité issu de l’article de Wikipédia en anglais intitulé « Las Flores, Lempira » (voir la liste des auteurs).